# Монастир Святого Петра Розаського
42°19′24″ пн. ш. 3°9′58″ сх. д. / 42.32333° пн. ш. 3.16611° сх. д.
Див. також Ал-Порт-да-ла-Селба.

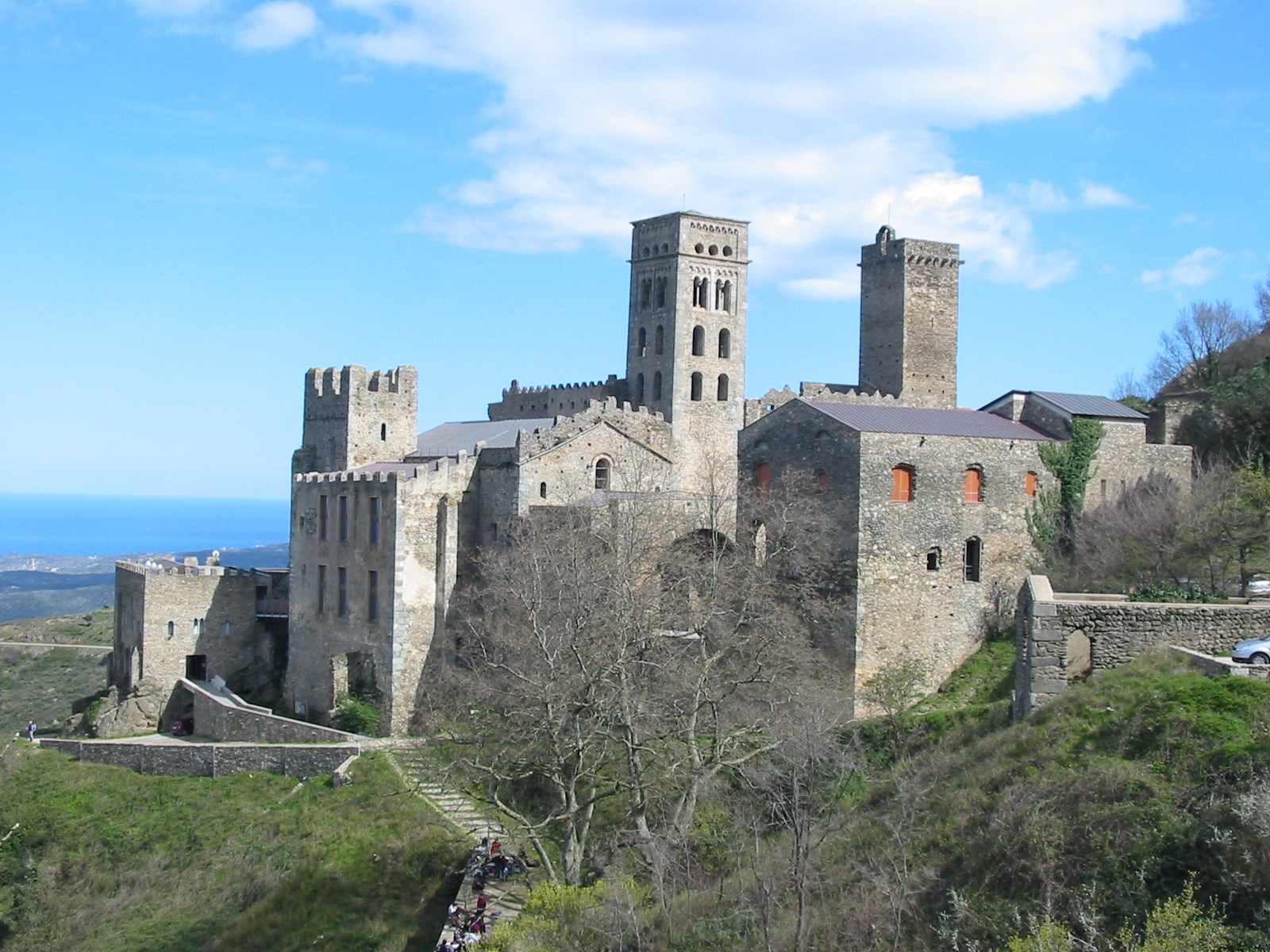
Монастир Св. Петра Розаського

Монасти́р Св. Петра́ Ро́заського (кат. Monestir de Sant Pere de Rodes) - відомий з античних часів чоловічий бенедектинський монастир. Розташований на території муніципалітету Ал-Порт-да-ла-Селба, район (кумарка) Алт-Ампурда у Каталонії, на північному сході Іспанії на узбережжі Коста-Брава. 
Побудований на північному схилі гори Бардера (кат. Verdera), нижче замку Бардера. З монастиря відкривається надзвичайно гарний вид на сусідні затоки Середземного моря, зокрема ті, на яких розташовані муніципалітети Ал-Порт-да-ла-Селба та Лянса. 
На північний схід від монастиря розташовані рештки середньовічного поселення Санта-Креу-да-Розас (кат. Santa Creu de Rodes).

## Фото

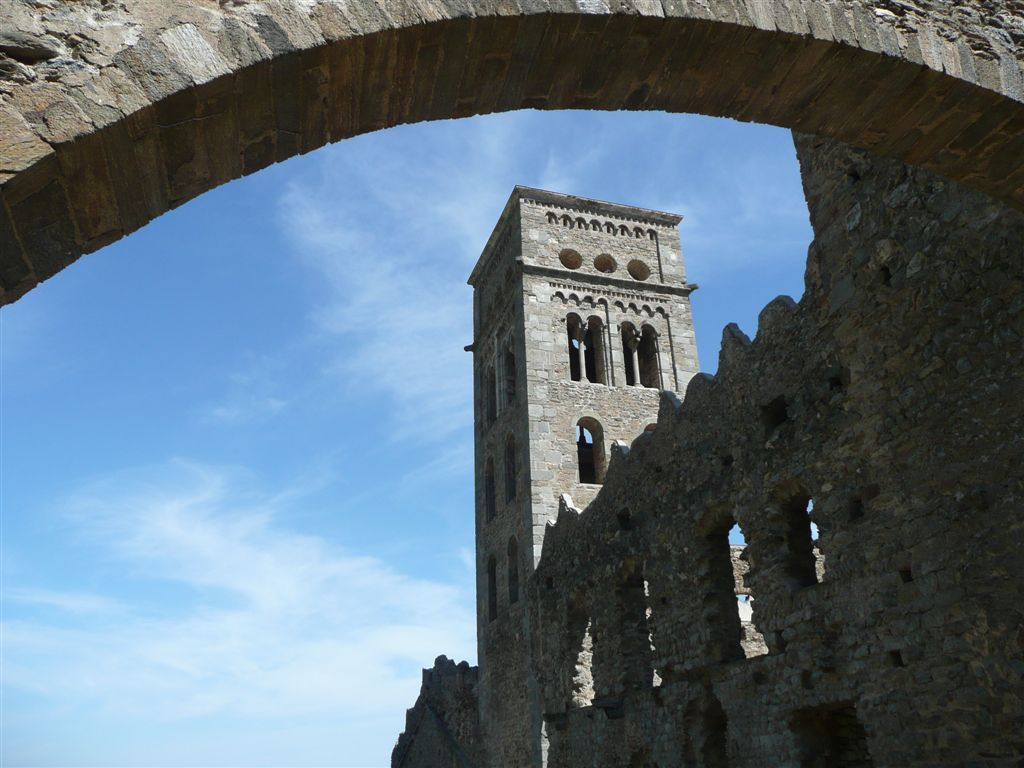
Фасад
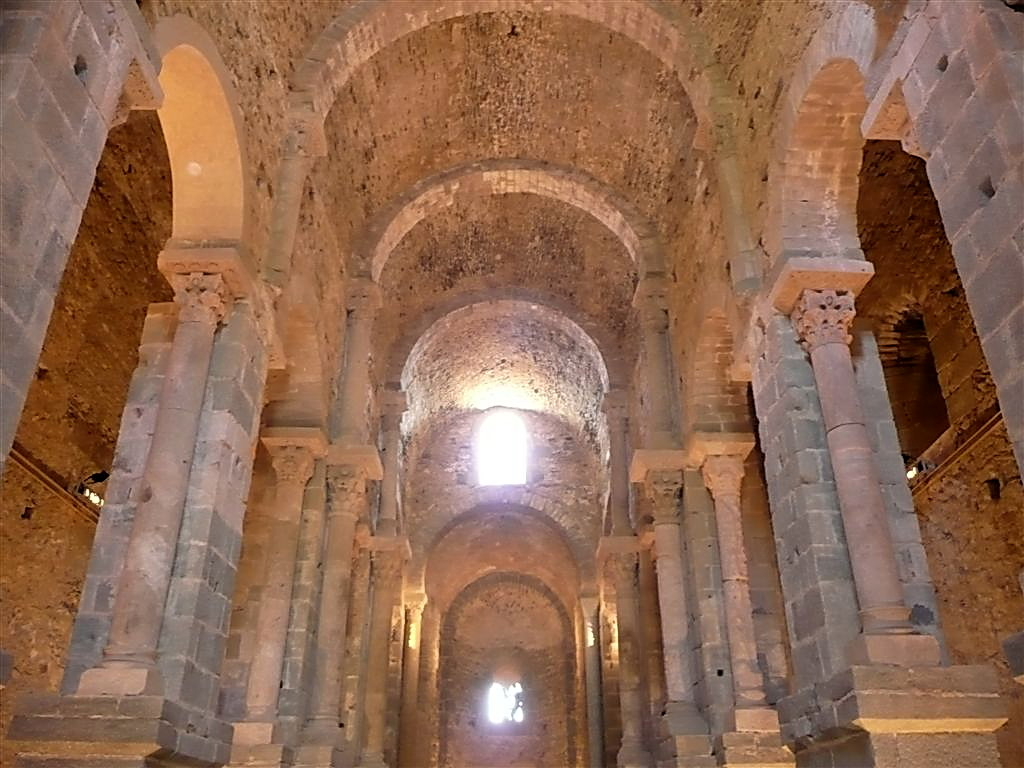
Центральний неф (абсида)
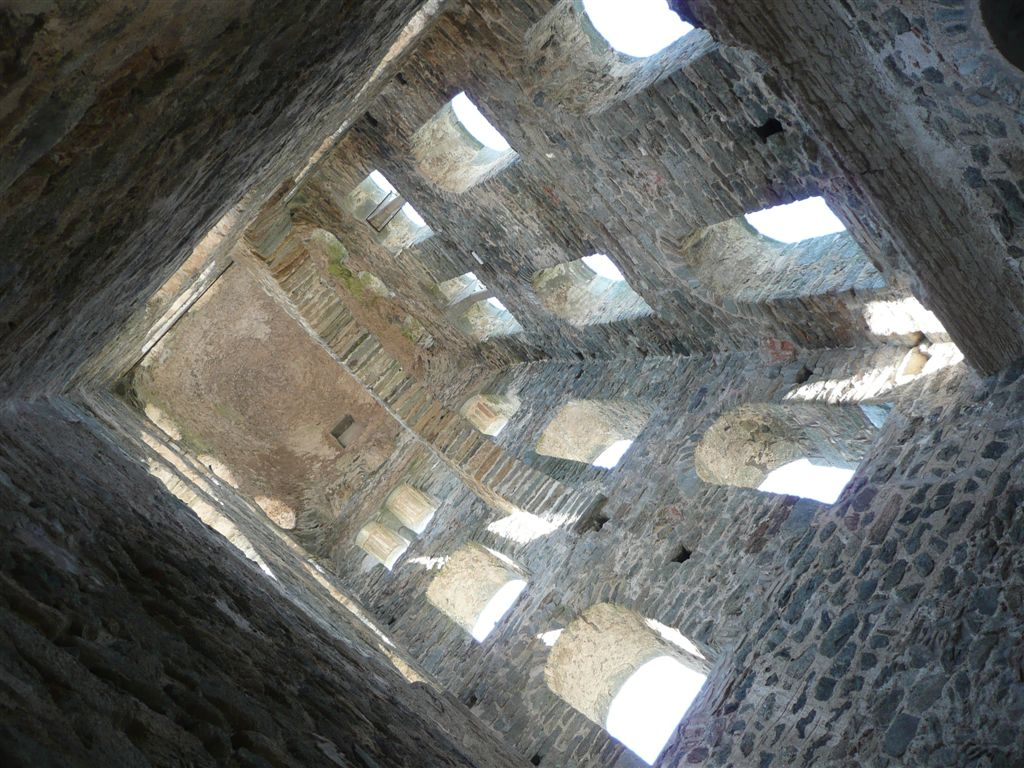
У дзвіниці
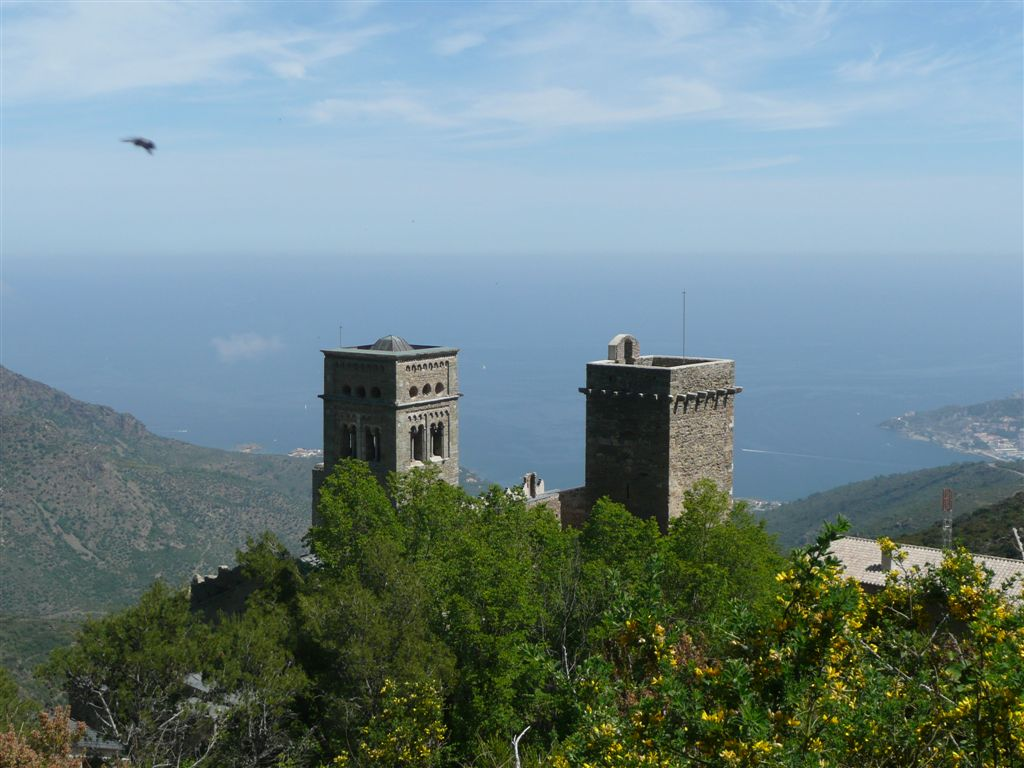
Вид на монастир з боку моря